# پی‌اس هراکلس (۱۸۳۸)
پی‌اس هراکلس (۱۸۳۸) (به انگلیسی: PS Hercules (1838)) یک کشتی است که طول آن ۱۴۷٫۶ فوت (۴۵٫۰ متر) می‌باشد. این کشتی در سال ۱۸۳۸ ساخته شد.